# Эдвардс, Айя
А́йя Э́двардс (англ. Aija Edwards; род. 1948) — американская кёрлингистка.
В составе женской сборной США участница двух чемпионатов мира (лучший результат — четвёртое место в 1980). Двукратная чемпионка США среди женщин. В составе женской сборной ветеранов США участница чемпионата мира 2009 (заняли шестое место). Чемпионка США среди женщин-ветеранов.
Играла в основном на позиции первого.

## Достижения
- Чемпионат США по кёрлингу среди женщин: золото (1980, 1987).
- Чемпионат США по кёрлингу среди ветеранов: золото (2009).

## Команды
| Сезон   | Четвёртый    | Третий    | Второй            | Первый      | Турниры                         |
| ------- | ------------ | --------- | ----------------- | ----------- | ------------------------------- |
| 1979—80 | Шэрон Кодзаи | Джоан Фиш | Бетти Кодзаи      | Айя Эдвардс | ЧСШАЖ 1980 · ЧМ 1980 (4 место)  |
| 1986—87 | Шэрон Гуд    | Джоан Фиш | Бет Бронгер-Джонс | Айя Эдвардс | ЧСШАЖ 1987 · ЧМ 1987 (5 место)  |
| 2008—09 | Шэрон Вукич  | Джоан Фиш | Cathie Tomlinson  | Айя Эдвардс | ЧСШАВ 2009 · ЧМВ 2009 (6 место) |

(скипы выделены полужирным шрифтом)

## Частная жизнь
Её сводная сестра (англ. sister-in-law) Джоан Фиш — тоже кёрлингистка, они вместе играли на чемпионатах США и мира среди женщин в 1980-х и на чемпионатах США и мира среди ветеранов в 2000—2010-х.